# Ingmar-Bergman-Stiftung
Die Ingmar-Bergman-Stiftung (Stiftelsen Ingmar Bergman) ist eine schwedische Stiftung zum Andenken an den schwedischen Film- und Theaterregisseur und Autor Ingmar Bergman und zur Bewahrung, Zugänglichmachung und Erforschung seines persönlichen Archivs.

## Geschichte
Die Stiftung wurde 2002 vom Schwedischen Filminstitut, dem Königlichen Dramatischen Theater, der Filmgesellschaft Svensk Filmindustri und dem Fernsehsender Sveriges Television ins Leben gerufen. Sie hat ihren Sitz in Stockholm. Der Grundstein für die Stiftung wurde durch Überlassung seines privatem Archivs durch den damals noch lebenden Bergman gelegt. mit den Drehbüchern und dem Arbeitsmaterial für 18 Filme gelegt. Später schenkte er der Stiftung weiteres Material. Die Sammlung besteht aus etwa vierzig Regalmetern mit Tausenden Dokumenten (Manuskripte in verschiedenen Fassungen; Arbeitsbücher; Tagebücher; Fotografien; Filmaufnahmen; Skizzen; Firmendokumente) und etwa 10.000 Briefen an und von Ingmar Bergman. Es wird beim Schwedischen Filminstitut verwahrt. Seit Mai 2007 wird das Archiv der Stiftung von der UNESCO in der Liste Weltdokumentenerbe geführt. Bergman starb einige Wochen später, im Juli 2007, auf der Insel Fårö. Die dort von Bergman bewohnten und genutzten Gebäude werden von der separaten Stiftung Bergmangebäude auf Fårö verwaltet und zugänglich gemacht.
Gründungsvorsitzende und wichtige Initiatorin der Stiftung war die damalige Direktorin des Schwedischen Filminstituts Åse Kleveland (2002–2007). Ihr folgte Astrid Söderbergh Widding (2007–2011) nach. Geschäftsführer seit 2010 ist Jan Holmberg. Vorsitzende der Stiftung ist seit 2012 Jan-Erik Billinger, der die Abteilung für Filmerbe am Schwedischen Filminstitut leitet.

## Aktivitäten
Die Stiftung hat den Zweck, die Kenntnisse über Ingmar Bergman und sein künstlerisches Werk zu verbreiten und weiterzuführen. Durch die Kenntnisse von Bergmans Werk soll das Interesse am schwedischen Film und an der schwedischen Kultur gefördert werden.
Die Stiftung erhält, digitalisiert und publiziert Materialien aus dem Archiv und beteiligt sich an Ausstellungen, Dokumentationen und weiteren Projekten zu Leben und Werk Bergmans. Dabei setzt sie auch stark auf Online-Angebote. Sie veranstaltet das jährliche Ingmar Bergman Symposium in Stockholm, bei dem sich Wissenschaftler aus aller Welt über Bergmans Werk austauschen.
Die Stiftung verwertet die Theaterrechte an Bergmans Werken.